# Gilly Lane
Gilly Lane (* 26. August 1985 in Philadelphia) ist ein ehemaliger US-amerikanischer Squashspieler.

## Karriere
Gilly Lane spielte von 2007 bis 2011 auf der PSA World Tour und gewann auf dieser drei Titel. Seine höchste Platzierung in der Weltrangliste erreichte er mit Position 48 im Mai 2010. Zwischen 2009 und 2013 erreichte er viermal das Finale der US-amerikanischen Meisterschaften. 2013 wurde er mit Amanda Sobhy Vize-Panamerikameister im Mixed. Mit der US-amerikanischen Nationalmannschaft nahm er 2009, 2011 und 2013 an Weltmeisterschaften teil.
Nach seiner Karriere wurde er im Juli 2013 Co-Trainer der Universitätsmannschaft der University of Pennsylvania. Auf dieser Universität hatte er vor seiner Profikarriere einen Bachelor in Amerikanischer Geschichte, sowie von 2013 bis 2016 einen Masterabschluss in Organizational Dynamics, Management and Leadership erworben. Seit Juli 2015 ist er hauptamtlicher Trainer der Universitätsmannschaft. Außerdem gehört er seit April 2012 zum Trainerteam der US-amerikanischen Nationalmannschaft.

## Erfolge
- Vize-Panamerikameister im Mixed: 2013 (mit Amanda Sobhy)
- Gewonnene PSA-Titel: 3
- US-amerikanischer Vizemeister: 2009, 2010, 2011, 2013